# Schedatura

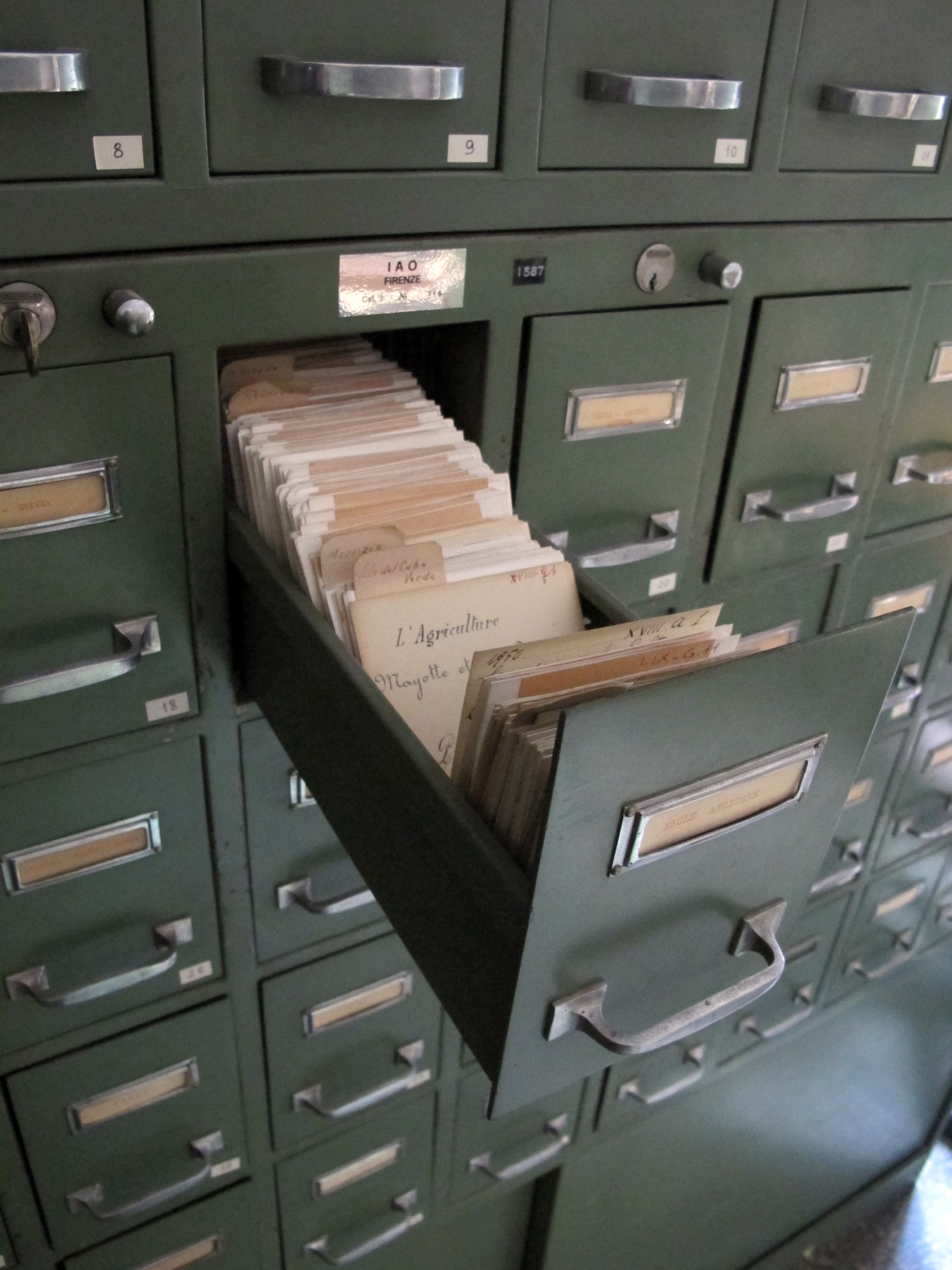
Uno schedario cartaceo.

La schedatura è un complesso di operazioni, attraverso le quali si raccolgono e si ordinano una serie di informazioni, che vengono organizzate in cataloghi o inventari.

## Origini
L’arte della schedatura ha origine dalla prassi retorica dell’excerpere, che consiste nel ricavare dalle opere letterarie i passi migliori, le sentenze e gli insegnamenti più memorabili. I primi metodi di schedatura sono nati tra il 1600 e il 1650, sull'onda della diffusione della stampa a caratteri mobili. 
Verso il 1650 il filosofo e matematico Georg Philipp Harsdörffer, nelle sue Delitiae Philosophicae et Mathematicae, suggeriva di usare scatole di legno, suddivise ciascuna in ventiquattro scomparti (tanti quante le lettere dell’alfabeto) ove sarebbero state inserite le schede. Le scatole avevano una funzione transitoria: si trascriveva qualcosa su un pezzo di carta, si decideva quale intestazione dare all’informazione, si tagliava la scheda e la si inseriva nello scomparto che coincideva con l’iniziale del titolo dell’entrata. Quando si era finito, si estraevano tutte le schede da questi scomparti, le si ordinavano in base al tema e le si incollavano insieme.
L’ingegnoso metodo di John Locke, invece, si fondava su un sistema di indicizzazione, che consisteva nel redigere, nelle prime due pagine di un quaderno, una griglia che associava a ogni lettera dell’alfabeto una casella suddivisa secondo le cinque vocali: le intestazioni venivano cercate combinando la prima lettera e la prima vocale successiva (per esempio il soggetto “Amicitia” poteva essere reperito nella griglia A-i). Qui è evidente come tutta la funzionalità del quaderno-schedario dipendesse dalla procedura di indicizzazione, che è un'operazione astratta e convenzionale di tipo combinatorio non più basata sul contenuto tematico. L'archivio, in questo modo, si svincola dalla memoria del fruitore, il quale può permettersi di non ricordare, servendosi piuttosto alle procedure che garantiscono il recupero futuro dell'informazione.
Sempre nella seconda metà del XVII secolo un gesuita che si firma con lo pseudonimo Philomusus pubblica il manuale Industria excerpendi, in cui esprime la convinzione che la memoria si addica ai bambini, mentre la schedatura alle persone adulte («Memoria puerorum, excerpta virorum»).

## Età contemporanea
L'operazione di schedatura, fino all'entrata in uso degli elaboratori elettronici, era redatta su supporti cartacei di fogge variabili (ad esempio secondo il sistema Staderini), che in seguito venivano organizzati secondo criteri scientifici, finalizzati alla produzione di strumenti di corredo (inventari) specifici.
Oggi con gli elaboratori elettronici, attraverso particolari applicativi, è possibile fornire con maggiore semplicità una vasta gamma di informazioni utili ai ricercatori.

## Applicazioni
L'operazione che tecnicamente passa sotto il nome di schedatura, può essere svolta in diversi ambiti.

### Archivistica
Altro tipo di schedatura può essere quella realizzata in campo archivistico. Tecnicamente, l'operazione rappresenta la fase iniziale per un approccio alle carte di un archivio non ordinato, al fine di raccogliere tutte le informazioni che concorrerano alla successiva stesura di un inventario analitico. In questa particolare scheda, si annoteranno gli estremi cronologici dei documenti, l'oggetto, antiche segnature, ovvero classificazioni, note di apparato concernenti eventuali situazioni di precaria conservazione dei supporti cartacei.

### Biblioteche
Più comunemente si opera una schedatura di una raccolta di libri, dove è quindi possibile creare una serie di schede, con precise indicazioni relative agli elementi essenziali del libro: autore, titolo, data e luogo di edizione, numero delle pagine, illustrazioni (se presenti). In seguito queste informazioni potranno essere organizzate in cataloghi: alfabetico per autori, per materie, per luoghi di edizione o cronologico.